# Kasannoin Mochitada
Kasannoin Mochitada (花山院 持忠, [, かざんいん もちただ] Erro: {{japonês}}: texto da transliteração contém caractere não latino (pos 3) (ajuda), também pronunciado Kazanin Mochitada, 1405-1467), foi um nobre do inicio do período Muromachi da história do Japão. Pertencia ao ramo Kasannoin do Clã Fujiwara e se tornou líder do ramo entre 1416 e 1467.

## Biografia
Era filho do Dainagon Tadasada. Em 1422, durante o reinado do Imperador Shoko, Mochitada recebeu o posto de  jusanmi (terceiro escalão júnior). Nesta época foi indicado sangi e recebeu o cargo de Gonmori (vice-governador) da província de Iyo. Em 1425 foi nomeado chūnagon e no ano seguinte promovido ao posto de shōsani (terceiro escalão sênior).
Em 1428 já no reinado do Imperador Go-Hanazono, Mochitada foi nomeado dainagon e em 1430 é promovido ao posto de  junii (segundo escalão júnior). Entre 1437 e 1442, Mochitada serviu como ukonoe no taishō (comandante-geral da ala direita da guarda do palácio). Durante este mandato em 1439 é promovido a shōnii (segundo escalão sênior). De 1441 a 1443, Mochitada foi nomeado naidaijin.
Em 1448 abandona os cargos políticos e se torna monge budista (shukke) até seu falecimento em 11 de fevereiro de 1467. Deixou como herdeiro e líder do Ramo, Sadatsugu que após a sua morte foi substituído por seu irmão Masanaga. Postumamente foi conferido a Mochitada o título de Daijō Daijin.